# M-learning
Mobile Learning ou m-Learning pode ser definido genericamente como sendo uma modalidade de e-Learning, em que a aprendizagem ocorre através de  dispositivos eletrónicos móveis, de fácil manuseamento (como smarphones e tablets, por exemplo). O principal objetivo desta modalidade é permitir o desenvolvimento de processos aprendizagem em qualquer lugar e em qualquer momento.
O m-learning possibilita a utilização de tecnologias específicas no ensino, quer através do acesso a conteúdos de diversas naturezas, quer através do uso de ferramentas de comunicação e interação (síncronas e assíncronas), tornando-se assim uma modalidade de ensino flexível e sempre disponível.

## O que é o m-Learning
Na sociedade actual caracterizada pela globalidade, pela mobilidade e pela portabilidade, os dispositivos móveis já não são acessórios, mas sim recursos que não dispensamos. São ferramentas com elevado potencial reconhecido em diversas áreas, como na educação.
A utilização das Tecnologias de Informação e Comunicação (TIC) proporcionam novos ambientes de aprendizagem, com a virtude de agregarem aprendizagem formais e informais. Estes ambientes, mistos, electrónicos e móveis, como o b-learning, o e-learning e o m-learning captam e fidelizam cada vez mais novos públicos, todos eles muito ligados às ferramentas digitais. O m-Learning agrega a diversidade socioeconômica e cultural dos seus utilizadores assim como formas de aprendizagem interativas, multimídia e expandidas e também um alto nível de envolvimento cidadão no acesso, produção e intercâmbio de conhecimentos.
A designação de Mobile learning ou mlearning é utilizada para nomear um novo “modelo” educacional, baseado na utilização de tecnologias móveis.  É possível considerar-se mlearning a qualquer forma de aprendizagem através de equipamento com tamanho reduzido, autónomos na fonte de alimentação e suficientemente pequenos para serem transportados pelas pessoas em qualquer lugar e hora.
As primeiras definições de mlearning, era muito centrada na tecnologia, isto é,  "a aprendizagem através de dispositivos computacionais móveis: PDA, equipamento com Windows CE e até mesmo através do telemóvel."  
Polsani considera restritivas as definições centradas na tecnologia  e propõe o termo “network learning” ou “nlearning”, definindo o m-learning como “uma forma de educação cujo local de realização, circulação e consumo é a rede.”
Também Georgiev, Georgieva & Smrikarov consideram que a definição de m-learning deve ter um âmbito  alargado, pois não se deve reduzir apenas às noções wireless ou baseada na Internet.
Contudo, o que é novo é a capacidade e as funcionalidades da tecnologia associadas ao mlearning, nomeadamente a junção de serviços e funções num único dispositivo, a sua omnipresença, portabilidade e multifuncionalidade.

## História e evolução
Desde o inicio do século que se tem verificado a implementação de programas educacionais com dispositivos móveis, principalmente na Europa e nos Estados Unidos ou seja, tendo-se espalhado um pouco por todo o lado. O uso dos dispositivos móveis na educação tem vindo a consolidar enquanto campo de investigação, através dos muitos eventos científicos realizados em todo o mundo.
Esta inclusão do mlearning tem acontecido em ambientes de aprendizagem com alunos de todos os graus de ensino, com o objectivo de apoiar os estudantes na aprendizagem nas mais versas áreas disciplinares.
Em termos de evolução do mlearning podem ser consideradas três fases: i) centrada no dispositivo; ii) centrada na aprendizagem fora da sala de aula e iii) centrada na mobilidade do “aluno”.
A primeira fase teve início a partir de meados da ultima década do século XX, ou seja, anos noventa, e caracterizou-se por se concentrar nos dispositivos, em particular nos PDAs, laptops e telemóveis, que podiam ser usados em contexto educativo para ensino e formação. Nesta primeira utilizou essencialmente as funcionalidades das tecnologias e dispositivos móveis.
Na segunda fase do mlearning as acções e os desenvolvimentos tiveram como preocupação a aprendizagem fora da sala de aula. Uma das características e qualidades dos dispositivos móveis é a sua omnipresença, portabilidade e multifuncionalidade, por isso, são adequados em aulas de campo, em museus, actualização profissional e microaprendizagem, entre outras possibilidades.
A terceira fase é caracterizada por centrar as suas ações na mobilidade do aluno, o design ou a apropriação de espaços de aprendizagem e sobre a aprendizagem informal e a aprendizagem ao longo da vida. Pachler, nesta fase, distingue três importantes qualidades, a aprendizagem real mista - mixed reality learning, o contexto especifico de aprendizagem - context-sensitive learning e a aprendizagem contextual e melhorada – “ambient learning”
| Qualidade                                                              | Descrição |
| ---------------------------------------------------------------------- | --- |
| Aprendizagem real mista - Mixed reality learning.                      | Permite ao aluno a construção de conteúdo e colocá-lo num contexto por intermédio de dispositivos móveis para que outros alunos possam aceder a ele e acrescentá-lo.                                                                                          |
| Aprendizagem sensível em função contexto - Context-sensitive learning. | é uma área de grande potencial por possibilitar aos alunos o envolvimento no meaning-making mediante práticas interactivas. |
| Aprendizagem contextual e melhorada - Ambient learning.                | Faz uso de dispositivos digitais para aumentar o ambiente e permitir a aprendizagem. Quer dizer que estes equipamentos são colocados no mundo real melhorando-o. As ferramentas tecnológicas são usadas para aumentar a actividade do utilizador no contexto. |

## Ambientes de utilização
Dadas as suas características de disponibilidade, facilidade de utilização e, neste momento, diversidade de dispositivos móveis existentes, bem como o crescente aumento de conectividade ao alcance do, também crescente, número de pessoas conectadas à rede, podemos identificar ambientes distintos onde a utilização de m-learning se faz sentir cada vez mais significativamente.
Muitos estudos e projetos têm também sido conduzidos relativamente a esta temática e sob diversas dimensões, como por exemplo, estudo da relação entre abandono escolar e utilização de m-learning, melhoria do ensino com recurso a dispositivos móveis, adoção de m-learning no ensino superior, avaliação da formação profissional, etc.

### No ambiente educacional
Relativamente à adoção de m-learning no ambiente educacional, mais formal, podem ser identificados diversos estudos, que referem um conjunto de pontos chaves a observar neste campo. Em primeiro lugar evidência-se alguma confusão acerca do conceito ou definição acerca de m-Learning, que ainda se encontra muito ligação às atividades de e-learning, mais enraizadas no ensino, onde a novidade se apresenta como possibilitar o acesso a primitivas de e-Learning via dispositivos móveis. Depois verifica-se que muitos dos alunos utilizam largamente os seus dispositivos móveis, num foro mais pessoal, para comunicar e registo de momentos das suas vidas particulares, não estando estas atividades diretamente ligadas ao ensino formal (ainda que possam contribuir para a aprendizagem não formal). A nível das instituições de ensino, as ofertas direcionadas para esta metodologia de ensino não são ainda em grande número.
A utilização de aplicações, conteúdos e outras tecnologias móveis estão cada mais presentes nos ambientes de ensino, de forma transversal e em diversos graus de ensino. Em Portugal são conhecidos alguns exemplos de iniciativas que promoveram a utilização de dispositivos móveis e conteúdos educacionais (como a iniciativa, com apoio governamental, e-iniciativas, ou o projeto ManEEle: Manuais Escolares Electrónicos) e mesmo até suportaram o desenvolvimento de aplicações móveis específicas, como o Pojeto Uni<Com, promovido pela rede Universia junto das Universidades.
No entanto, a utilização de tecnologia móvel no ensino não está tão generalizada, como se poderia pensar, quando se observa a diversidade e quantidade de dispositivos que os alunos dispõem.
São também referidas questões que se constituem como barreiras para a utilização de m-Learning no ensino, como a literacia digital quer dos alunos quer dos professores, a falta de políticas institucionais que permitam aplicar esta metodologia de ensino a par de outras utilizadas, limitações tecnológicas das instituições, dificuldades na produção de conteúdos específicos para esta modalidade, falta de ofertas externas (mesmo comerciais) direcionadas para os diversos campos do saber, falta de oferta formativa específica e alguma resistência pessoal por parte de alguns membros das comunidades académicas.
No entanto, para além destas barreiras, são também enumerados alguns resultados positivos quanto à utilização de m-Learning em ambientes de ensino, em particular, um número crescente de alunos está a utilizar tecnologias móveis para suporte ao estudo, pode ser um fator motivante para o estudo levando a obtenção de melhores resultados académicos, promove um contato maior e mais constante entre matérias, colegas e professores, permite o estudo deslocalizado (em qualquer lugar), etc. Estes resultados são obtidos também em consequência das potencialidades reconhecidas desta metodologia.

#### Teorias de aprendizagem
De acordo com Crescente e Lee (2011)  m-Learning é viável em múltiplos ambientes de ensino e é apropriado no desenho de conteúdos educacionais para diferentes estilos de aprendizagem. Segundo Naismith, Lonsdale, Vavoula e Sharples apud Crescente e Lee (2011), m-Learning pode dividido em seis tipos de ensino: Comportamentalista (behaviorist), construtivista, situacional (situated), colaborativo, informal ou ao longo da vida e de suporte.
Os dispositivos móveis facilitam a obtenção de feedbacks quase instâneos como realçado pela corrente comportamentalista (por exemplo através do uso de aplicações de SMS ou mensagens instantâneas). No ambiente construtivista podemos aplicar m-learning na investigação e na utilização de jogos, por exemplo. A corrente situacional pode utilizar dispositivos móveis para colocar o aprendente numa situação ou ambiente real, por exemplo, num museu, para consultar informação acerca do tema da exposição. Os dispositivos móveis fornecem também meios para partilhar aprendizagens em simultâneo, para os mais adeptos da aprendizagem colaborativa, como por exemplo, o desenvolvimento de um documento Wiki, com a participação de diversos autores colaborativamente. A aprendizagem informal e ao longo da vida utiliza o m-learning para explorar aspetos das experiências diárias, complementado a aprendizagem com a possibilidade de registo dessas experiências de forma instântanea ou à posteriori, como por exemplo, através da gravação de vídeos ou registo em blogs.

### No ambiente empresarial (formação profissional)
O êxito dos dispositivos móveis, a multiplicidade de aplicações e conteúdos específicos já disponíveis têm vindo a despertar o interesse de diversas empresas na utilização de m-learning na formação profissional dos seus empregados.
Embora algumas questões se levantem relativamente ao m-Learning neste contexto, em particular, a questão de quem deve fornecer os dispositivos (os empregadores ou os seus funcionários - «BYOD»), a realidade é que o m-Learning (de um ponto de vista de um modelo de formação mais formal) tem já alguns adeptos empresariais.
Ao recorrer a este tipo de formação as empresas elencam um conjunto diverso de vantagens, onde incluem também as perspetivas dos seus colaboradores (e não apenas o ponto de vista dos administradores). Alguns exemplos dessas vantagens serão a melhoria dos resultados de formação, melhoria na adoção de tecnologias no ambiente de trabalho, prolongamento do tempo de formação, melhor ambiente para aprendizagem colaborativa e recepção de feedbacks quase instântaneos (que se torna similar à experiência pessoal dos formandos, quando muitos já utilizam Media Social)

### Ao longo da vida (Lifelong Learning)
m-Learning é caracterizado pela sua alta disponibilidade e a aprendizagem ao longo da vida tem também uma característica temporal - ocorre em permanência ao longo da vida dos indivíduos e portanto a utilização de m-learning neste cenário de aprendizagem faz todo o sentido.
Sharples (2000) apresenta uma correspondência  clara entre as características da Aprendizagem ao Longo da Vida e as características das  tecnologias de informação e comunicação , TIC, (que também estão presentes no m-Learning):
| Aprendizagem ao Longo da Vida | TIC                       |
| ----------------------------- | ------------------------- |
| Individualizada               | Pessoal                   |
| Focada no aprendente          | Focada no utilizador      |
| Situacional                   | Móvel (sempre disponível) |
| Colaborativa                  | Em Rede                   |
| Ubíqua                        | Ubíqua                    |
| Ao longo da Vida              | Durável (permanente)      |

A aprendizagem ao longo da vida é entendida como a aprendizagem que acontece ao longo de toda a vida dos indivíduos e engloba a aprendizagem formal e informal, quer decorra por via de programas de ensino fortemente estruturados, quer através de interacções sociais.  Embora se possa  verificar alguma tendência para relacionar a Aprendizagem ao Longo da Vida apenas com a formação de adultos, verifica-se que esta, em particular, no âmbito do m-learning, tem tido grandes desenvolvimentos e aplicação no ensino desde a infância, onde abundam aplicações direcionadas para esta faixa etária.
Assim, o m-learning está cada vez mais presente no âmbito da aprendizagem a o longo da vida, quer em momentos de aprendizagem formais e informais.

## Potencialidades
A análise de vários estudos permite inferir que a exploração destes novos cenários educativos permite, por um lado, potenciar a aquisição do conhecimento e, por outro, promover o enriquecimento dos processos de ensino e aprendizagem. Reconhece-se nos dispositivos móveis a capacidade de diminuir o fosso entre a sala de aula e o mundo real, verificando-se assim um aumentando da motivação dos alunos.
A promoção da aprendizagem através do m-learnding ocorre a partir das suas três principais valências que são a mobilidade, a portabilidade e a ubiquidade. Nesse sentido, importa identificar o conjunto de características que distinguem o m-learning de outras modalidades de ensino, a destacar:
- centra a aprendizagem no ambiente e contexto do estudante;
- permite a publicação imediata de conteúdos;
- favorece a interação e colaboração;
- facilita a criação de comunidades de aprendizagem;
- melhora a confiança e autoestima na aprendizagem;
- permite uma aplicação imediata dos conhecimentos;
- enfatiza a aprendizagem diferenciada;
- favorece o trabalho colaborativo.

## Vantagens e desvantagens
Aos desafios que o m-learning proporciona aos professores e alunos constatam-se várias vantagens e desvantagens na utilização de dispositivos móveis e a sua implicação na dinamização de atividades educativas. Na tabela seguinte são descritas as atividades que são reconhecidas quer pelo seu caracter motivador, promotor e/ou facilitador de processos educacionais, quer as limitações que, apesar de se registar uma diminuição de ocorrências, foram identificadas nos estudos e relatórios que abordam a problemática do mobile learning.
| Vantagens | Desvantagens |
| --- | --- |
| - Melhorar as competências de literacia e cálculo; - Reconhecer as suas aptidões; - Desenvolver experiências de aprendizagem individual e colaborativa; - Identificar onde precisam de ajuda e apoio; - Superar a fractura digital; - Realizar aprendizagem informal; - Estar mais concentrados por períodos de tempo mais longos; - Aumentar a auto-estima e auto-confiança; - Permitir a mobilidade e a portabilidade dos conteúdos; - Utilizar recursos digitais (p.e. fotos, vídeos, audios); - Organizar e compactar informação. | - Apresentar limitações, quer ao nível do espaço de armazenamento quer ao nível do tempo de bateria; - Facilitar a utilização de funcionalidades que não se encontram previstas nas atividades curriculares; - Promover a distração nos alunos; |

Tabela 1 – Vantagens e desvantagens do m-learning.

## Aplicações para m-Learning
As atividades desenvolvidas no âmbito do M-learning requerem o uso de aplicações variadas, muitas delas, não exclusivas, que assentam num modelo de ensino, que pode ser ou não, presencial em que os intervenientes no processo ensino-aprendizagem podem comunicar entre si e aceder e partilhar conteúdos inerentes às matérias da sua aprendizagem e objetivos pedagógicos.
Os dispositivos móveis, podem conter aplicações chamadas:
- Aplicações portáteis onde o “dispositivo móvel” tem acessível as ferramentas necessárias sem, porém, obrigatoriamente as executar ele próprio, e;
- Aplicações para a Web 2.0, onde a informação é alojada remotamente e é disponibilizada uma interface que permite a manipulação e armazenamento dessa mesma informação.

No M-Learning, as aplicações são essencialmente usadas para cumprir cinco objectivos[2]: i) melhorar a disponibilidade e acessibilidade às redes de informação ; ii) envolver os alunos em atividades relacionadas com a aprendizagem em diversos locais físicos ; iii) apoio do trabalho de grupo em projetos; iv) melhoria da comunicação e aprendizagem colaborativa e ; v) .permitir uma disponibilização rápida de conteúdos. Neste contexto e de forma a compreender melhor o enquadramento e divisão das aplicações no M-Learning, Valentim [3] referiu que um ambiente de aprendizagem móvel, engloba essencialmente as seguintes operações sobre a informação: Pesquisa, Armazenamento, Organização, Processamento, Comunicação, Experimentação, Produção e Partilhamento. Assim no âmbito deste quadro, algumas das aplicações mais usadas no M-Learning, são :
- Pesquisa - Browsers (Opera, IE, Firefox, Google Chrome ...)
- Armazenamento – Serviços FTP, Base de Dados, Cloud (Google Drive, Box, Drive, OneDrive...)
- Organização – Calendário, Endereços, Lista Tarefas , Anotações, Agenda do Estudante Referências (Endnote, OneNote ...)
- Processamento – Vídeo (Vídeo Maker Movie, Vídeo Fx, HD Camera for Android …), Som (Audacity ...) , Paint, MsOffice, Libreoffice, Endnote, OneNote ...
- Comunicação – Telefone, E-mail (Gmail, Yahoo, MS Outlook … e Institucionais), SMS, Blogs, Vídeo Conferência, Forums Discussão, News Groups, Listas Distribuição, Áudio Conferencia, Chats, Facebook, Twitter ...
- Experimentação – Edição de Vídeo, Edição de Som, MsOffice, Libreoffice, Prezi, Wikies, Endnote, OneNote ...
- Produção - Vídeo (PT Vídeo Maker Movie, Vídeo Fx, VivaVídeo,  HD Camera for Android …), Som (Audacity),  Imagem (Adobe Labs Photoshop Express, Pixlr Express, Aviary Photo Editor]), MsOffice, Libreoffice, vShare, Endnote, OneNote;
- Partilhamento - Email, SMS, Whatsup, Dropbox], Microsoft OneDrive.

## Futuro e tendências
O m-Learning segue a curva de desenvolvimento habitual, que se constata no surgimento de novos produtos e serviços. A fase inicial, constituída pelos utilizadores "Inovadores" já foi ultrapassada e neste momento (2016) verifica-se uma grande evolução tecnológica relativa a dispositivos móveis, aumento de serviços na "nuvem" que promovem a mobilidade e a portabilidade,bem como, Operadoras a oferecerem acesso a redes móveis com maiores débitos e a preços mais baratos.
Para além dos nativos-digitais e imigrantes-digitais, é ainda postulado o surgimento de um terceiro grupo de indivíduos, os Dilettante. Para este grupo o maior interesse do m-Learning residirá mais no recurso aos dispositivos móveis, pela poupança de tempo na execução de tarefas e para entretenimento.
A nível de investigação educacional, verifica-se uma grande diversidade de estudos e publicações que discutem conceitos, metodologias, frameworks, etc. onde o m-Learning é o assunto principal. Todo este conjunto de fatores faz prever que, no futuro, se verifique o alargamento das diversas ofertas na área da aprendizagem potenciada por m-Learning e a sua apropriação real por parte de mais instituições na área do ensino.
Espera-se também um cruzamento com outras formas de aprender em massa e iniciativas open, como os MOOC (Massive Open Online Courses).